# Zalmay Khalilzad
Zalmay Khalilzad (Pasjtoe: زلمی خلیلزاد) (Mazar-i-Sharif, 22 maart 1951) is een Amerikaanse staatsburger van Afghaanse afkomst. Sinds september 2018 is hij een gezant van de Verenigde Staten in de vredesgesprekken met de Taliban in Afghanistan.
Khalilzad vertrok in 1966 naar de VS als uitwisselingsstudent en zou uiteindelijk een jaar high school volgen. Hij studeerde vervolgens aan de Amerikaanse Universiteit in Beiroet en promoveerde aan de Universiteit van Chicago.
Khalilzad heeft overheidsfuncties bekleed onder de presidenten Ronald Reagan, George H.W. Bush, George W. Bush, Barack Obama, Donald Trump en Joe Biden.
In oktober 2021 meldde CNN dat Zalmay Khalilzad, de belangrijkste gezant van de Verenigde Staten voor Afghanistan, zijn post in Afghanistan zal neerleggen, nadat de Amerikaanse troepen zich teruggetrokken hebben in Afghanistan.